# Nervio oculomotor
El nervio oculomotor, nervio motor ocular común (M.O.C.) o III par craneal es un nervio craneal. Tiene una función motora y parasimpática, es uno de los nervios que controla el movimiento ocular y es responsable del tamaño de la pupila, siendo esta su función parasimpática. El nervio se encarga de dar inervación a los músculos extrínsecos del ojo. Inerva al elevador del párpado superior, músculo recto medial o interno, recto superior, recto inferior y oblicuo inferior. Se origina del mesencéfalo y su función es básicamente el movimiento del globo ocular junto con el nervio troclear y nervio abducens.

## Núcleos del nervio

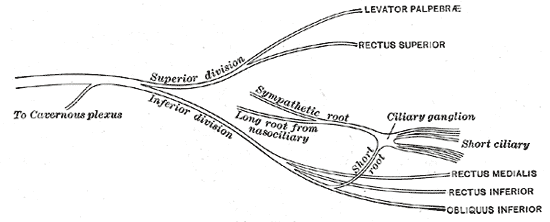
Plano del nervio oculomotor.

El nervio oculomotor tiene dos núcleos motores:
1. El núcleo motor principal.
2. El núcleo parasimpático accesorio.

### Núcleo oculomotor principal
El núcleo oculomotor principal se ubica en la parte anterior de la sustancia gris que rodea al acueducto cerebral del mesencéfalo, se ubica a nivel del colículo superior. 
El núcleo consiste en grupos de células nerviosas que inervan todos los músculos extrínsecos del ojo excepto el oblicuo superior y el recto lateral. Las fibras nerviosas eferentes se dirigen anteriormente a través del núcleo rojo y salen sobre la superficie anterior del mesencéfalo en la fosa interpeduncular. El núcleo principal del nervio oculomotor recibe fibras corticonucleares desde ambos hemisferios cerebrales. Recibe fibras tectobulbares del colículo superior y a través de esta vía le llega información de la corteza visual. También recibe fibras desde el fascículo longitudinal medial, por el cual está conectado con los núcleos  de los nervios craneanos cuarto, sexto y octavo.

### Núcleo parasimpático accesorio
El núcleo parasimpático accesorio (núcleo de Edinger -  Westphal u oculomotor accesorio) está ubicado por detrás del núcleo motor principal. Los axones de las células nerviosas, que son preganglionares, acompañan a otras fibras oculomotoras  hasta la órbita. Aquí hacen sinapsis en el ganglio ciliar y las fibras post ganglionares pasan  a través de los nervios ciliares cortos hasta el esfínter de la pupila del iris y los músculos ciliares. El núcleo parasimpático accesorio recibe fibras corticonucleares para el reflejo de acomodación y fibras del núcleo pretectal para los reflejos foto motor directo y consensual.

## Origen, trayecto y relaciones
El nervio oculomotor sale sobre la superficie anterior del mesencéfalo. Se dirige hacia delante entre las arterias cerebral posterior y cerebelosa superior. Luego continúa en la fosa craneana media en la pared lateral del seno cavernoso. Aquí se divide en un ramo superior y otro inferior, que entran  en la cavidad orbitaria a través de la fisura orbitaria superior.

## Territorio de inervación
Tras atravesar el anillo de Zinn, el nervio oculomotor común se divide en dos ramas. La rama superior inerva a los músculos recto superior y el músculo elevador del párpado. La rama inferior (además de llevar información parasimpática) inerva a los músculos recto inferior, recto interno y oblicuo inferior. El componente parasimpático llegará a los músculos ciliares y al músculo esfínter de la pupila. 
Por lo tanto, el nervio oculomotor es completamente motor y es responsable de elevar el párpado superior, de girar el ojo hacia arriba, abajo y medialmente, de contraer la pupila y de acomodar el ojo.

## Semiología
La exploración del III par craneal suele incluir maniobras que evalúan también el IV y VI par craneal, pues las íntimas funciones de estos tres nervios craneales controlan el movimiento ocular.